# Teje
|                   |   |   |    |    |
| \| \| \| \| \| \| |   |   |    |    |
|                   |   |   |    |    |
| U33               | i | i | Z4 | B7 |

| U33 | i | i | Z4 | B7 |

|                   |   |   |    |    |
| \| \| \| \| \| \| |   |   |    |    |
|                   |   |   |    |    |
| U33               | i | i | Z4 | B7 |

| U33 | i | i | Z4 | B7 |

|                   |   |   |    |    |
| \| \| \| \| \| \| |   |   |    |    |
|                   |   |   |    |    |
| U33               | i | i | Z4 | B7 |

| U33 | i | i | Z4 | B7 |

|                   |   |   |    |    |
| \| \| \| \| \| \| |   |   |    |    |
|                   |   |   |    |    |
| U33               | i | i | Z4 | B7 |

| U33 | i | i | Z4 | B7 |

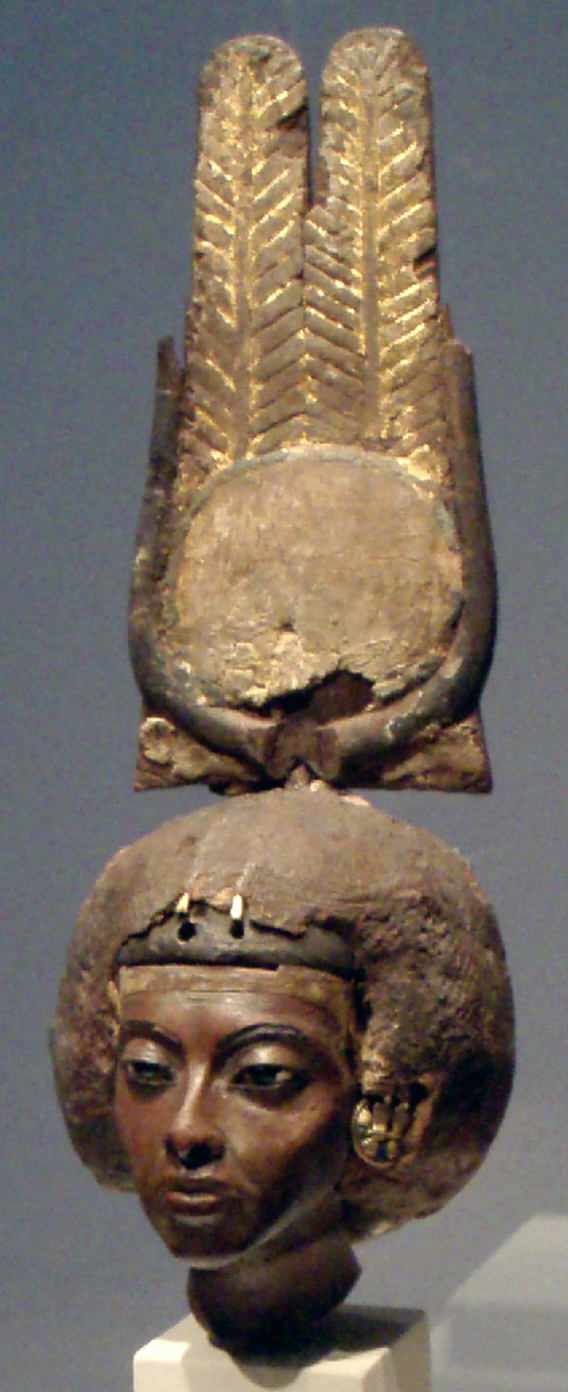
Královna Teje

Teje byla královna ve starověkém Egyptě 18. dynastie v době Nové říše, „velká královská manželka“ panovníka Amenhotepa III. Jeho manželkou se stala ve druhém roce vlády a až do jejího konce zastávala významné postavení. Kromě několika dcer byla matkou Amenhotepa IV. (pozdějšího Achnatona), na nějž v době jeho vlády měla značný vliv. Je pravděpodobné, že jejím synem byl i Achnatonův bratr, předčasně zemřelý korunní princ Thutmose. Tejiny rodinné vztahy k ostatním králům závěru 18. dynastie jsou předmětem diskusí.
Jsou známa jména jejích rodičů, matky Cuji a otce Juje.

## Hrobka a mumie
Malá poničená hrobka královny Teje byla objevena v Údolí králů v roce 1907 (je vedena pod označením KV55). Byla založena zřejmě synem a králem Achnatonem. V čistě opracované hrobce byla však nalezena dřevěná pozlacená rakev s nápisy Achnatona, ale víkem královny Teje nebo Kije. V rakvi byla nalezena, jak bylo ale později zjištěno, kostra jejího syna Achnatona, která sem byla přemístěna za vlády Tutanchamona, ze zaniklé hrobky v Achetatonu. Samotná zachovalá mumie Amenhotepa III. a královny Teje s mumií královny Kije, matky Tutanchamona, byly i s dalšími královskými mumiemi nalezeny v přístavku pohřební komory Amenhotepa II., kam byly uschovány před vykradači hrobek pozdějšími králi 21. dynastie.